# Chianni
Chianni är en ort och kommun i provinsen Pisa i regionen Toscana i Italien. Kommunen hade 1 339 invånare (2018).